# Nieke Kühne
Nieke Kühne (* 9. September 2004 in Wolfenbüttel) ist eine deutsche Handballspielerin, die für den Bundesligisten HSG Blomberg-Lippe aufläuft.

## Karriere

### Im Verein
Kühne begann das Handballspielen im Alter von vier Jahren in der Mini-Mix des MTV Seesen. Als Kühne im Alter von sechs Jahren in der E-Jugend spielen wollte, ihr Verein jedoch mangels Spielerinnen keine Mannschaft zusammenbekam, schloss sie sich dem Northeimer HC an. Dort kam sie als B-Jugendliche mit einer Sondergenehmigung in der Damenmannschaft zum Einsatz, die in der Oberliga antrat. Im Jahr 2020 wechselte Kühne zum TV Hannover-Badenstedt, mit deren A-Jugend sie in der A-Juniorinnen Bundesliga antrat. Zusätzlich lief die Rückraumspielerin für die B-Jugend auf, mit der sie die deutsche Meisterschaft 2021 gewann. Beim 25:17-Finalerfolg über die HSG Blomberg-Lippe erzielte sie sieben Treffer. Der Damenmannschaft aus Northeim blieb sie in der Saison 2020/21 per Zweitspielrecht erhalten.
Kühne wechselte im Sommer 2021 in die Jugendabteilung der HSG Blomberg-Lippe. Mit Blomberg stand sie im Finale der deutschen A-Jugendmeisterschaft 2022, in dem die Mannschaft an Bayer  Leverkusen scheiterte. Zusätzlich lief sie für die 2. Damenmannschaft in der 3. Liga auf, mit der sie den Staffelsieg errang. In der European League 2021/22 bestritt Kühne für die 1. Damenmannschaft ihr erstes Europapokalspiel gegen die ungarischen Mannschaft von Váci NKSE. Im Sommer 2022 unterschrieb sie ihren ersten Profivertrag bei der HSG Blomberg-Lippe. Am 11. September 2022 gab sie gegen den Buxtehuder SV ihr Bundesligadebüt. Neben der Bundesligamannschaft lief sie in der Saison 2022/23 weiterhin für die A-Jugendmannschaft auf. 2023 gewann sie mit der A-Jugend die deutsche Meisterschaft. Im Final Four war Kühne mit 23 Treffern die torgefährlichste Spielerin des Turniers und wurde zur „besten Spielerin des Turniers“ gewählt.

### In Auswahlmannschaften
Kühne wurde im Jahr 2015 in die südniedersächsische Regionalauswahl gesichtet und empfahl sich zwei Jahre später für die niedersächsische Landesauswahl. Bei der DHB-Leistungssportsichtung 2019 im Bundesleistungszentrum Kienbaum bei Berlin wurde sie in das All-Star-Team der Sichtungsveranstaltung gewählt. Kühne nahm im Herbst desselben Jahres mit der deutschen U-15-Nationalmannschaft an einem Turnier in der polnischen Stadt Zakopane teil, bei dem sie ihre ersten drei Länderspiele bestritt. Mit der deutschen Jugendauswahl gewann sie die Silbermedaille bei der U-17-Europameisterschaft 2021. Kühne war mit sechs Treffern die torgefährlichste Spielerin des Endspiels. Bei der im folgenden Jahr ausgetragenen U-18-Weltmeisterschaft, in deren Verlauf Kühne 41 Mal traf, schloss die deutsche Auswahl das Turnier auf dem zehnten Platz ab. Anschließend rückte Kühne in den Kader der Juniorinnen-Nationalmannschaft auf, mit der sie den elften Platz bei der U-19-Europameisterschaft 2023 sowie den neunten Platz bei der U-20-Weltmeisterschaft 2024 belegte.
Kühne gab am 24. Oktober 2024 ihr Länderspieldebüt für die deutsche A-Nationalmannschaft.